# Cody Chesnutt
Cody Chesnutt (Atlanta, 21 ottobre 1968) è un cantante statunitense. Il suo nome è spesso scritto con le ultime due "t" in maiuscolo.
Ha debuttato nel mondo della musica negli anni novanta come componente del gruppo rock The Crosswalk, ma ha raggiunto il successo a livello internazionale solo nel 2003 grazie al singolo The Seed (2.0), collaborazione con i The Roots che ha riscosso successo in svariate nazioni.

## Biografia

### Esordi
Di origini africane, dal 1997 ha fatto parte del gruppo musicale rock The Crosswalk, formatosi in California, con il quale ha realizzato un EP. Successivamente, il gruppo fu messo sotto contratto con la Hollywood, senza però mai pubblicare l'album di debutto e sciogliendosi così nel 2000. In seguito ha intrapreso una carriera come solista dedicandosi ai generi R&B e neo soul.

### Il successo
Il suo esordio discografico è avvenuto nel 2002 con l'album The Headphone Masterpiece, uscito per la Ready Set Go. Ha raggiunto però il successo su scala internazionale nel 2003, con la pubblicazione di una nuova versione del brano The Seed contenuto nel suo primo disco e reinciso insieme ai The Roots, che lo hanno a loro volta inserito nel loro album Phrenology (con il titolo The Seed 2.0). Il singolo ha scalato le classifiche europee nell'estate 2003 e ha reso noti al grande pubblico sia Chesnutt che gli stessi The Roots, i quali hanno anche partecipato, in Italia, al Festivalbar di quell'anno. Sempre nel 2003 è stato pubblicato anche il singolo The World Is Coming.
Nel 2008, a cinque anni di distanza, ha collaborato una seconda volta con i The Roots incidendo con loro il brano Becoming Unwritten e nello stesso anno ha inoltre pubblicato un nuovo singolo, Afrobama. Due anni dopo è uscito un ulteriore singolo, Come Back like Spring, e l'EP Black Skin No Value.

## Discografia

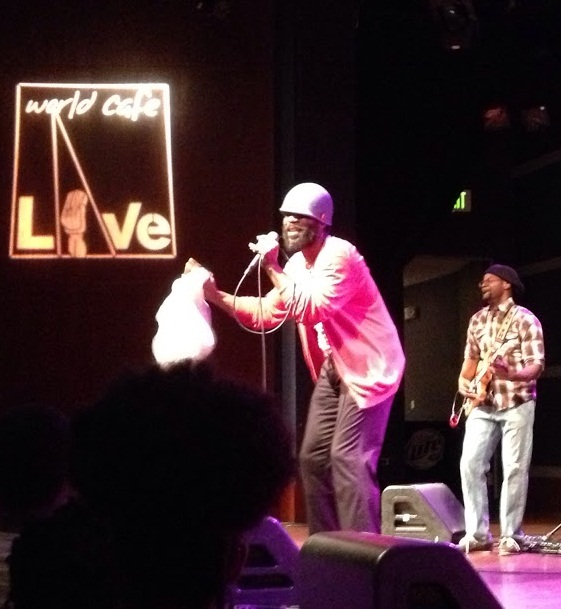
Cody Chesnutt. World Cafe Live. Philadelphia. 15 June 2013

### Album
- 2002 - The Headphone Masterpiece
- 2012 - Landing on a Hundred
- 2017 - My love devine degree

### EP
- 2010 - Black Skin No Value

### Singoli
- 2003 - The Seed (2.0)
- 2003 - The World Is Coming
- 2008 - Afrobama
- 2010 - Come Back Like Spring
- 2012 - That's Still Mama